# Port lotniczy Ämari
Port lotniczy Ämari – estońska wojskowa baza lotnicza znajdująca się w miejscowości Vasalemma. Używana przez Estońskie Siły Powietrzne.